# Fljótshlíð

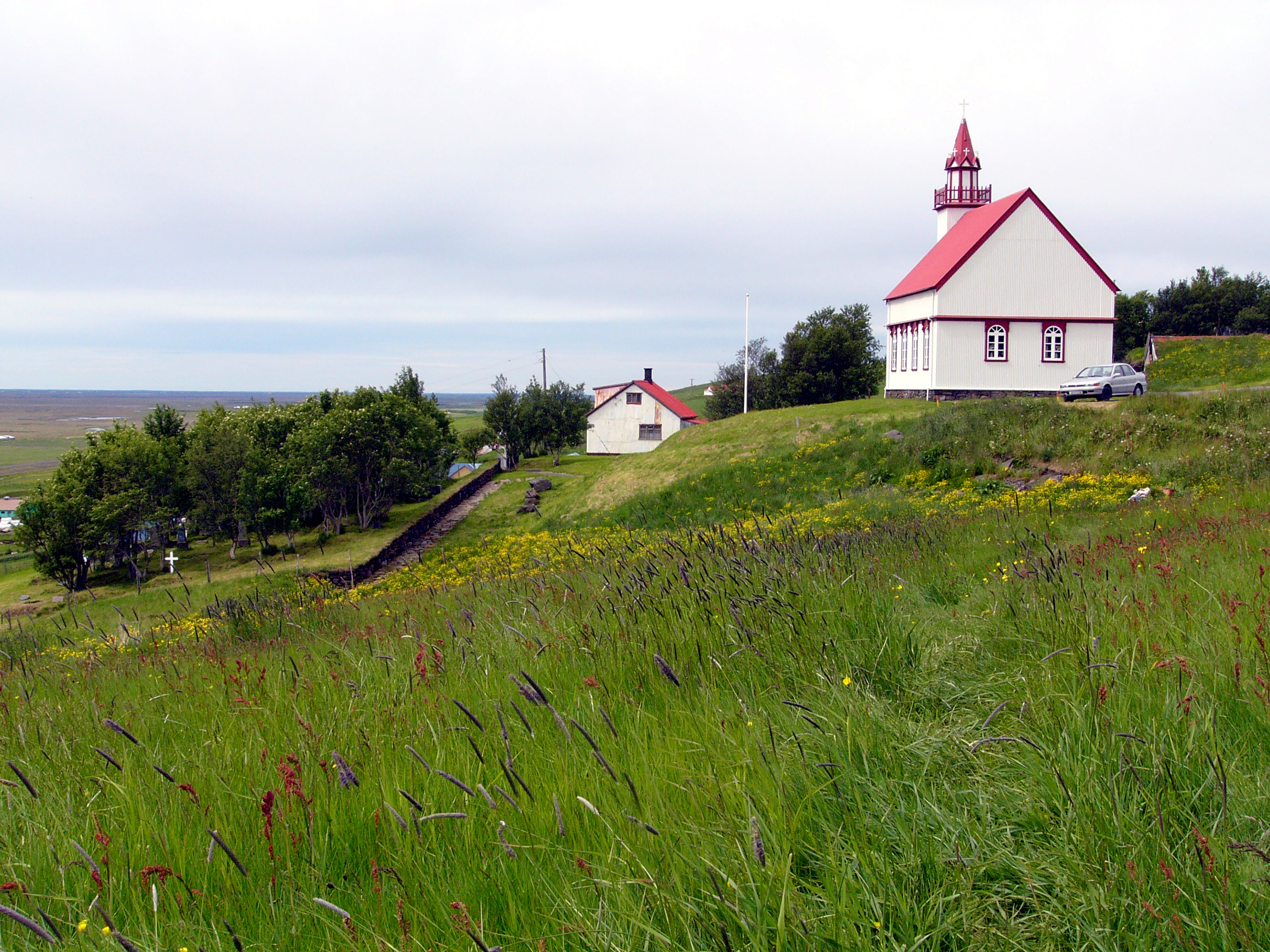
Hlíðarendi in Fljótshlíð

Fljótshlíð (deutsch Flusshang) ist ein Gebiet im Süden Islands. Früher gab es eine Landgemeinde mit diesem Namen (isl. Fljótshlíðarhreppur). Sie ist 2002 in die Gemeinde Rangárþing eystra aufgegangen.
Fljótshlíð liegt östlich des Ortes Hvolsvöllur und nördlich der Flüsse Þverá und Markarfljót. Auf dem östlichsten Hof Fljótsdalur wird jetzt eine einfache, urige Jugendherberge betrieben.
Bekannt ist dieses Gebiet aus der Brennu Njáls saga. Der Hof Hlíðarendi von Gunnar Hámundarson stand hier. Auch heute noch ist die Hofstelle bekannt.